# Lars Ljungberg (basist)
Lars "Leari" Ljungberg, född 6 mars 1977 i Stockholm, är en svensk basist och originalmedlem i glamrockbandet The Ark. Leari har tidigare också varit medlem i bandet Stereo Explosion, tillsammans med några andra av The Arks medlemmar.
Leari har tidigare spelat bas i uppsättningen av Jesus Christ Superstar på Malmö opera. Han har även varit turnébasist åt The Cardigans då bandet spelade i USA 1998 och spelat bas med Titiyo.
Leari har efter att The Ark la ner 2011 arbetat som tandtekniker.

### Fotnoter
1. ↑  Helena Söderlundh (16 mars 2007). ”Nästan 600 satte Arkkunskaperna på prov” (på svenska). Smålandsposten. http://www.smp.se/noje/nastan-600-satte-ark-kunskaperna-pa-prov/. Läst 25 juli 2019.
2. ↑  Per Hägred (19 juli 2013). ”Splittrades 2011 - det hände med The Ark”. Expressen. https://www.expressen.se/kvallsposten/splittrades-2011-det-hande-med-the-ark-9/. Läst 17 februari 2024.